# الكسندر أو. بابكوك
الكسندر أو. بابكوك هو قاضي صلح ‏ ومحامي وسياسي أمريكي، ولد في 21 ديسمبر 1816، وتوفي في 3 يوليو 1874. انتخب عضو جمعية ولاية ويسكونسن ‏.